# Нижнесуньское сельское поселение
Нижнесуньское се́льское поселе́ние — муниципальное образование в Мамадышском районе Татарстана Российской Федерации.
Административный центр — село Нижняя Сунь.

## История
Статус и границы сельского поселения установлены Законом Республики Татарстан от 31 января 2005 года № 35-ЗРТ «Об установлении границ территорий и статусе муниципального образования "Мамадышский муниципальный район" и муниципальных образований в его составе».

## Население
| 2010 | 2011 | 2012 | 2013 | 2014 | 2015 | 2016 |
| ---- | ---- | ---- | ---- | ---- | ---- | ---- |
| 743  | ↘739 | ↘713 | ↘692 | ↘681 | ↘657 | ↘642 |
| 2017 | 2018 |      |      |      |      |      |
| ↘634 | ↘614 |      |      |      |      |      |

## Состав сельского поселения
| № | Населённый пункт | Тип населённого пункта       | Население |
| - | ---------------- | ---------------------------- | --------- |
| 1 | Кулущи           | село                         |           |
| 2 | Нижняя Сунь      | село, административный центр |           |
| 3 | Рахматова Поляна | посёлок                      |           |